# Тайбо II, Пако Игнасио
Пако Игнасио Тайбо II (исп. Paco Ignacio Taibo II, полное имя Франсиско Игнасио Тайбо Маохо (исп. Francisco Ignacio Taibo Mahojo); род. 11 января 1949, Хихон, Астурия, Испания) — испано-мексиканский писатель, журналист, историк, профессор, общественный и профсоюзный деятель, работы которого опубликованы в 29 странах мира. Один из ведущих левых интеллектуалов Мексики. Его перу принадлежит 51 книга (проза, публицистика, поэзия, историческая и научно-популярная литература), которые издавались более 500 раз. Является президентом Всемирной ассоциации авторов политической литературы.

## Биография
Сын писателя и публициста Пако Игнасио Тайбо I, эмигрировавшего из франкистской Испании и перебравшегося в 1958 году в Мехико. Участник и летописец студенческого движения 1968 года в Мексике, Пако Игнасио Тайбо II изложил подробности тех событий (включая расстрел студенческой демонстрации в Тлателолько) в книге «68» (2004).
В 1971 году он стал одним из основателей кинопроизводственного Кооператива маргинального кино (Cooperativa de Cine Marginal, 1971–1976), в который также входили Роса Марта Фернандес, Гваделупе Феррер Андраде и другие. Работа кооператива распределялась между съёмками различных мероприятий профсоюзного движения и монтажом коммюнике Insurgencia Obrera (Рабочее восстание), которые позже демонстрировались аудитории, состоящей в основном из студентов и рабочих.
Увлечённый детективными романами, он опубликовал в 1976 году своё первое произведение «Дни боя» (Días de combate, 1976), главным героем которого был детектив Эктор Беласкоаран Шейн. Его страсть к этому жанру сделала его соучредителем (с Юлианом Семёновым и другими) в 1986 году Международной ассоциации детективного и политического романа.
Помимо писательской деятельности, Тайбо II работал профессором на факультете философии и литературы Национального автономного университета Мексики (UNAM), был директором серии «Мексика, история народа» и «Общая хроника Мексики» (1931–1986), культурного приложения к журналу «Siempre!» (1987–1988) и журналов «Crimen y Castigo» и «Bronca».
Пако Игнасио Тайбо II брал множество интервью у субкоманданте Маркоса и написал в соавторстве с ним одну книгу. С 2012 года решил посвятить себя мексиканской политике (в качестве члена партии Движение национального возрождения, где занял пост секретаря по искусству и культуре Национального исполнительного комитета) и в связи с этим покинул основанный им в 1987 году фестиваль Неделя нуара в Хихоне. В октябре 2018 года было объявлено, что он станет директором Фонда экономической культуры (Fondo de Cultura Económica), назначение было утверждено президентом Андресом Мануэлем Лопесом Обрадором в январе 2019 года.
Автор одной из известнейших биографий Че Гевары, впервые изданной на русском языке в 2000 году под названием «Гевара по прозвищу Че». Среди его последних книг — сборник «Незаконченные истории» и роман о восстании в Варшавском гетто «Мы знаем, как мы умрём» (оба 2020).
С 1971 года он женат на культурной активистке и фотографе Паломе Саис Техеро, от которой у него есть дочь Марина. 

## Книги на русском
- Гевара по прозвищу Че. — Эксмо-Пресс, 2000. — ISBN 5-04-005949-3.
- Че Гевара. Биография. — Эксмо, 2005. — ISBN 5-699-08281-6.